# Industrieel gas

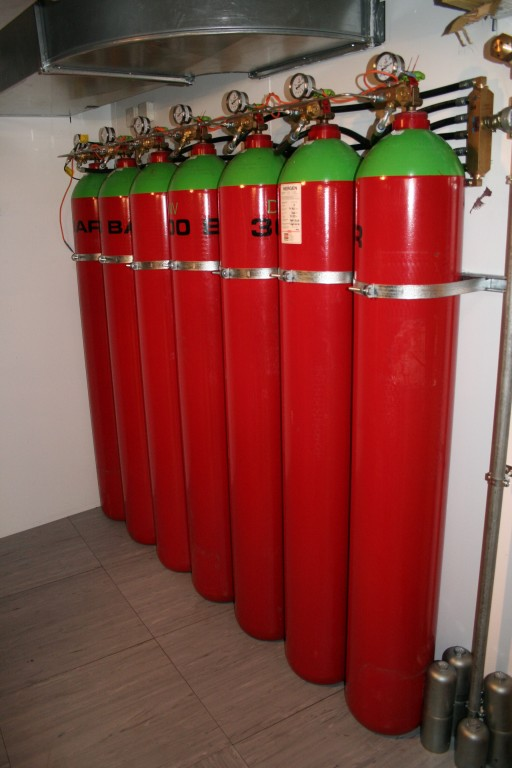
Een rij argonflessen

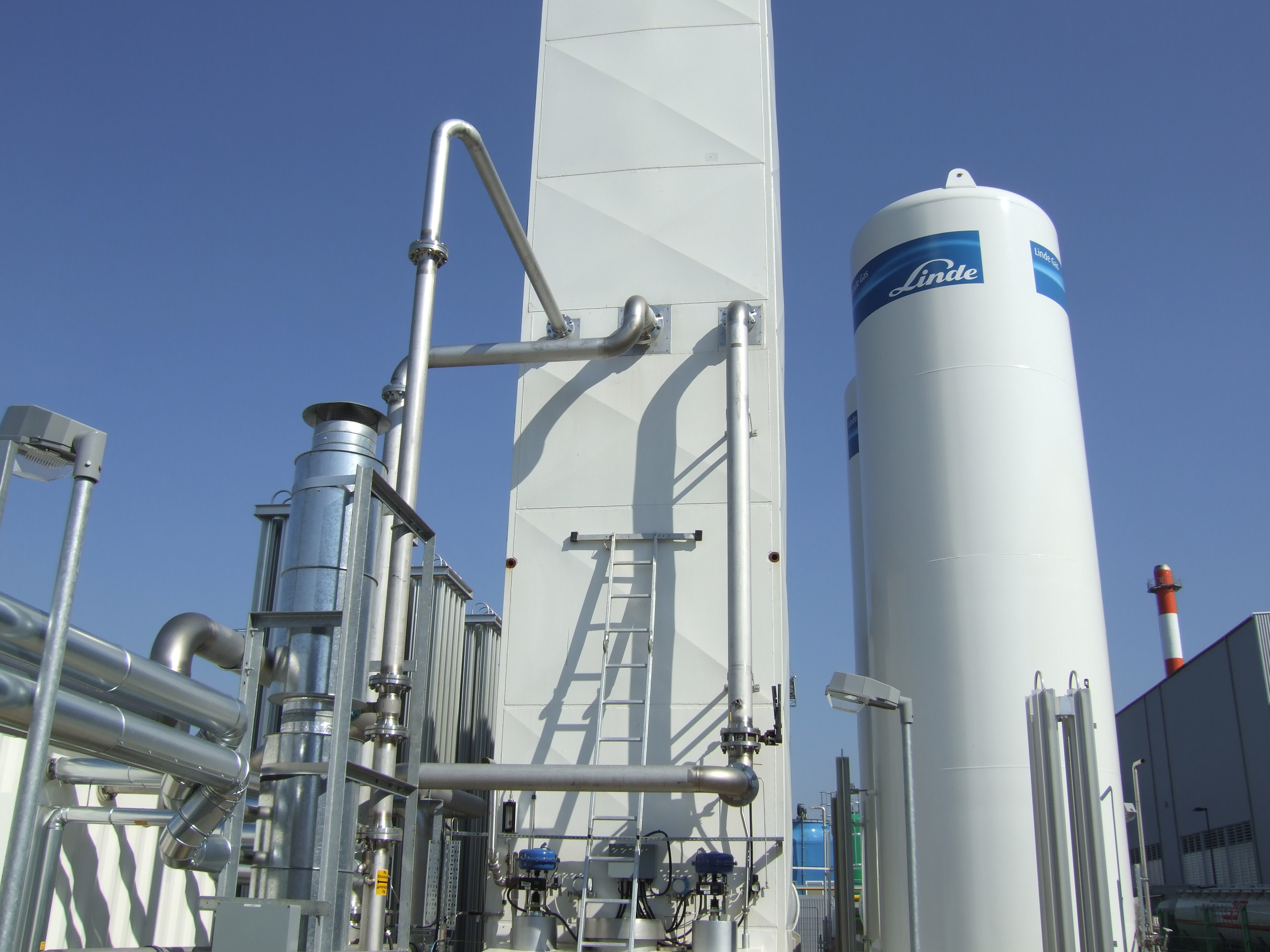
Een ASU van The Linde Group

Industrieel gas is een verzameling van gassen, die speciaal voor verschillende toepassingen in de industrie worden geproduceerd. Zij worden in bijna alle takken van industrie gebruikt: petrochemie, chemische en farmaceutische industrie, maar ook in de machine-, vliegtuig-, auto-, voedingsmiddelen-, olie-, metaal- en staalindustrie. De productie van industrieel gas maakt deel uit van de chemische industrie. De belangrijkste industriële gassen zijn distikstof, dizuurstof, argon, diwaterstof, koolstofdioxide, helium en ethyn. De in de industrie en in de wetenschap gebruikte namen hiervoor zijn niet altijd hetzelfde. Het geproduceerde dizuurstof wordt bijvoorbeeld buiten de industrie ook voor medische doeleinden gebruikt.
De industriële gassen-industrie omvat zowel de productie van deze gassen, als het fabriceren en aanleveren van installaties en technieken voor de productie en het gebruik ervan. Omdat de gassen meestal in vloeibare vorm worden verhandeld en getransporteerd, spreekt men ook wel van 'vloeibaar gas', hoewel dit een tegenstelling lijkt. Sommige van deze gassen zijn in gascilinders beschikbaar voor de particuliere markt, maar veruit de meeste industriële gassen worden voor industriële doeleinden verkocht.

## Productie
Industriële gassen worden op verschillende manieren gefabriceerd. Drie van de belangrijkste gassen, zuurstof, stikstof en argon, worden rechtstreeks uit de atmosfeer gehaald. Dit gebeurt op grote schaal door de drie gassen in een air separation unit ASU te scheiden. Dat gaat door middel van koeling, gebruikmakend van het Joule-Thomson-effect, waardoor de lucht vloeibaar wordt, een cryogene vloeistof. Eenmaal vloeibaar kunnen ze op basis van soortelijk massa van elkaar worden gescheiden.
Dit principe wordt ook toegepast voor het verkrijgen van Lng, waterstofgas en helium.

## Gebruik
Industriële gassen kennen veel toepassingen.

### Waterstof
Door de hoge temperatuur, die bij de verbranding van waterstof kan worden bereikt, wordt het in een groot aantal industriële processen toegepast. Het wordt ook als brandstof gebruikt, bijvoorbeeld door de NASA als raketbrandstof voor de spaceshuttle, maar ook rijden er al auto's op waterstofgas.
Het gas wordt ook gezien als toekomstig klimaatneutraal alternatief voor fossiele brandstoffen, hoewel voor waterstofproductie anno 2018 nog geen kosteneffectieve klimaatneutrale variant voor handen is. Waterstof wordt zowel in gasvorm als vloeibare waterstof geproduceerd en verhandeld. Sommigen zien waterstof als kernbestanddeel voor de waterstofeconomie.
Air Liquide · Air Products · BASF · The Linde Group · Nippon Sanso